# Hotel de Bagis
El hôtel de Bagis, de Clary o Daguin, es un hôtel particulier ubicada en la rue de la Dalbade, en el centro histórico de Toulouse . Los tolosanos lo llaman el hotel de piedra, porque su fachada es toda de piedra, única en Toulouse en el siglo XVII. Constituye un conjunto excepcional del Renacimiento tolosano.
La construcción de un primer hotel comenzó en 1537 bajo la dirección del famoso arquitecto tolosano Nicolas Bachelier: la fachada que da al patio del Atlantes es el más bello testimonio de ello. Fue modificado en 1611 por el arquitecto Pierre Souffron, que hizo construir la nueva fachada de la calle, íntegramente en piedra. Sin embargo, la decoración escultórica no se completó hasta mediados del siglo XIX. Fue catalogado como monumento histórico en 1889.

## Historia
En 1533 Jean de Bagis, consejero del parlamento de Burdeos, compró cinco edificios, algunos de los cuales pertenecían al abogado Raimond de Saint-Félix. En 1537, hizo un pedido al famoso arquitecto Nicolás Bachelier para un nuevo Hôtel particulier. Jean de Bagis, una personalidad importante, se convirtió en asesor del Gran Consejo entre 1538 y 1540, luego presidente a instancias del parlamento de Toulouse en 1544. También es el marido de Ana de Gondi, hermana de Alberto de Gondi, duque de Retz y amigo íntimo de la reina Catalina de Médici. A la muerte de Jean de Bagis, el hotel pasó a manos de su hija Marguerite. Se casa con Jean de Paulo, presidente del Parlamento, quien alquila el hotel a los fiscales Jean Maynier, Raymond Vortin y Jean Boyer, y al secretario de la cancillería Saint-Simon. En 1588, el hijo de Jean de Paulo, Philippe, heredó el hotel. Después de haber cedido varias acciones a Jean Boyer y Françoise de Cathelan desde 1600 y probablemente presionado por problemas financieros, lo vendió por completo en 1601 a Nicolas de Guerrier.
Nicolas de Guerrier, boticario, hizo su fortuna gracias a su tienda en la rue des Pélégantiers (ubicación de los actuales n 3 y 5 rue du May) y ya había accedido al capitoulado en 1583-1584 y en 1593-1594. Murió en 1606 y legó el hotel a su hija, Gabrielle, esposa de François de Clary . Éste, presidente del Parlamento de Toulouse, es una personalidad considerable: nacido en Cordes, vino sin fortuna a ejercer la magistratura en Toulouse, se convirtió en juez-mago de la senescalía de Toulouse, luego, en 1606, consejero del rey en sus consejos de Estado, primer maestro de peticiones del hotel du king. A partir de 1609, hizo rediseñar el patio interior del hotel y, sobre todo, lo construyó el arquitecto Pierre Souffron y los maestros canteros Pierre Bouc, Thomas Heurtematte, Pierre Monge y Arthur Legoust, una imponente fachada de piedra esculpida, que es una novedad en una ciudad enteramente dedicada a la construcción con ladrillos: de ahí el apodo de "hotel de piedra" (en el estándar mistraliano: oustal de peiro; en estándar clásico: ostal de pèira [usta'l de pɛ'ʲrɔ]) que se quedó con él. François de Clary también está acusado de haber utilizado piedras destinadas a la construcción del Pont-Neuf: un dicho popular decía entonces que « Hay más piedras del puente al hotel de piedra que piedras al puente». En cualquier caso, fue François de Clary quien estuvo detrás de la construcción, tras la inundación de 1613, del puente de madera Clary entre la isla de Tounis y el Faubourg Saint-Cyprien. En 1611, François de Clary se convirtió en el primer presidente del Parlamento. Murió en 1616 sin ver terminada la fachada de piedra, pues sólo se terminaron las esculturas de las puertas y una de las columnas, su hija mayor heredó el hotel, pero no continuó la obra.
Alrededor de 1654, fue comprado por Richard Dejean, rico comerciante, barón de Launac y capitoul en 1654-1655, 1671-1672 y 1682-1683. En 1710, la baronía de Launac y el hotel de piedra fueron vendidos a Jean-Joseph Daguin. Consejero del Parlamento en 1719, en 1734, no tomó posesión del hotel hasta 1727. El edificio y su cargo como Presidente del Parlamento pasó a su hijo del mismo nombre en 1759. Durante la Revolución Francesa, este último estaba preocupado por su pasado como parlamentario. En 1794, en medio del Terror, es detenido y encerrado en la prisión de la Visitación (sitio del actual n. 41 rue de Rémusat), luego trasladado a París, donde fue juzgado, condenado a muerte y guillotinado en la Place de la Révolution el 14 de junio de 1794. Durante este tiempo, el hotel, confiscado y convertido en propiedad nacional, fue vendido a Jean-Pierre Sarremejane, antiguo capitolio en 1772-1773. Hacia 1808 fue vendido al comerciante Esquirol.
En 1855, Calvet-Besson, el nuevo propietario, completó la obra iniciada por François de Clary. Las obras de la fachada de la rue de la Dalbade, realizadas a partir de 1857, fueron dirigidas por el arquitecto Urbain Vitry y el escultor Calmettes. En 1899, el hotel fue catalogado como monumento histórico.
Entre 1998 y 1999, a pesar de cierta oposición, se limpió por completo la fachada del hotel. Las fachadas de los patios, sin embargo, no se benefician de este tratamiento.

## Descripción
El Hotel de Bagis se organiza entre patio y jardín. Los cuatro edificios están dispuestos alrededor de un patio central, mientras que un jardín se desarrolla en la parte trasera, hasta el Garonnette.

### Fachada
El hotel se abre a la rue de la Dalbade con una fachada majestuosa. Compuesta por ocho vanos, su eje de simetría está formado por los dos vanos centrales idénticos, de los cuales sólo el izquierdo alberga la puerta cochera. La fachada monumental fue levantada entre 1609 y 1616, a pedido de Gabrielle de Guerrier y su esposo François de Clary, por el arquitecto Pierre Souffron, ayudado por varios escultores y maestros canteros que se sucedieron en el sitio: Pierre Bouc, Thomas Heurtematte, Pierre Monge y Arthur Legoust.

La fachada está ricamente decorada con decoración de piedra tallada, pilastras, trofeos de armas, guirnaldas, frutas. François de Clary hizo colocar águilas y soles en los capiteles de acanto, que recuerdan a su escudo de armas, "oro con un águila extendida en la arena, con un azur principal cargado de un sol que irradia en oro". Sus brazos también se colocan sobre las puertas, pero fueron martillados durante la Revolución Francesa. En 1855, Calvet-Besson completó las esculturas de la fachada y colocó el escudo de armas de François de Clary y su monograma sobre las puertas. Encarga la realización al arquitecto Urbain Vitry y al escultor Calmettes.

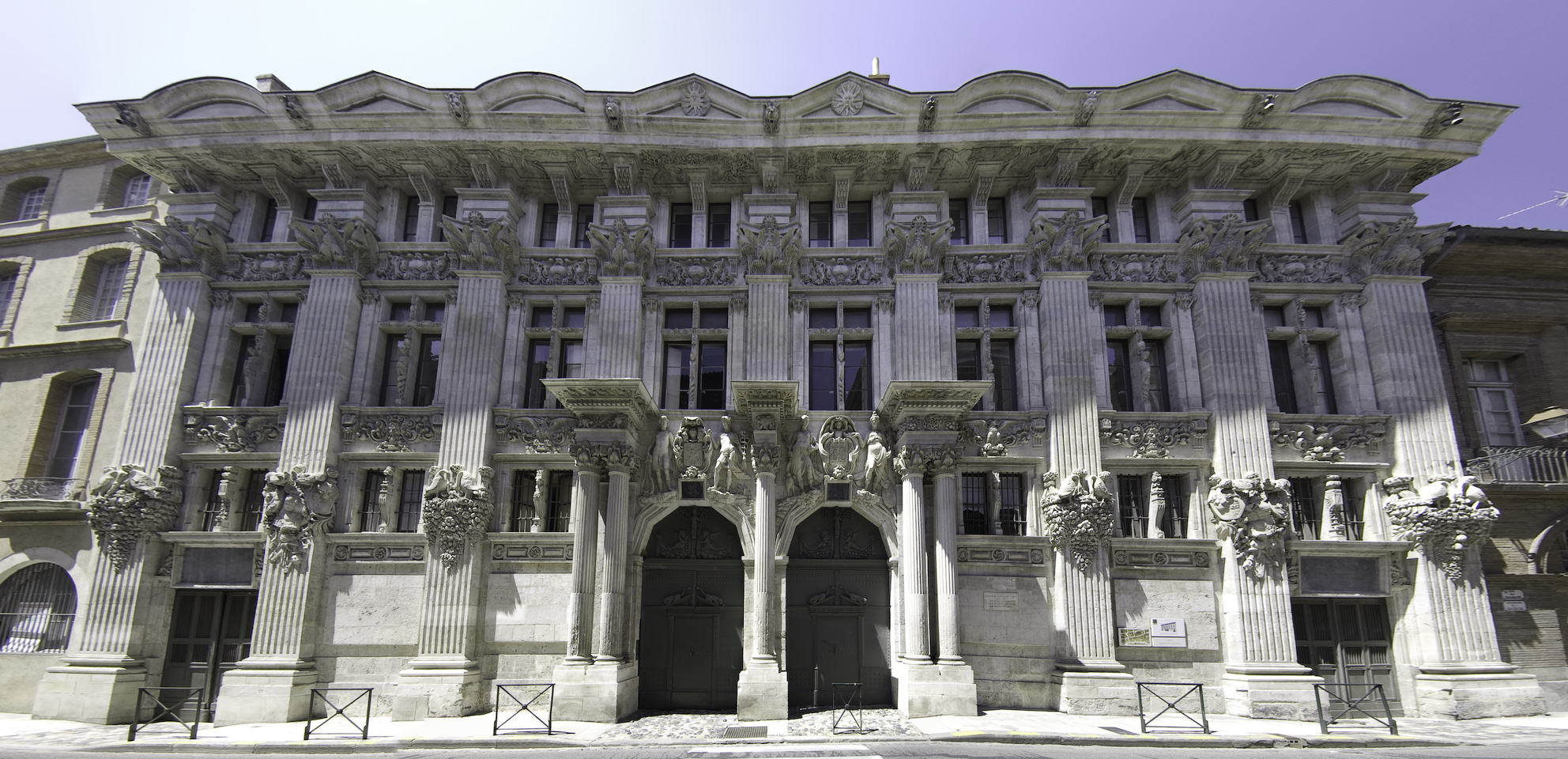
Panorámica de la fachada.
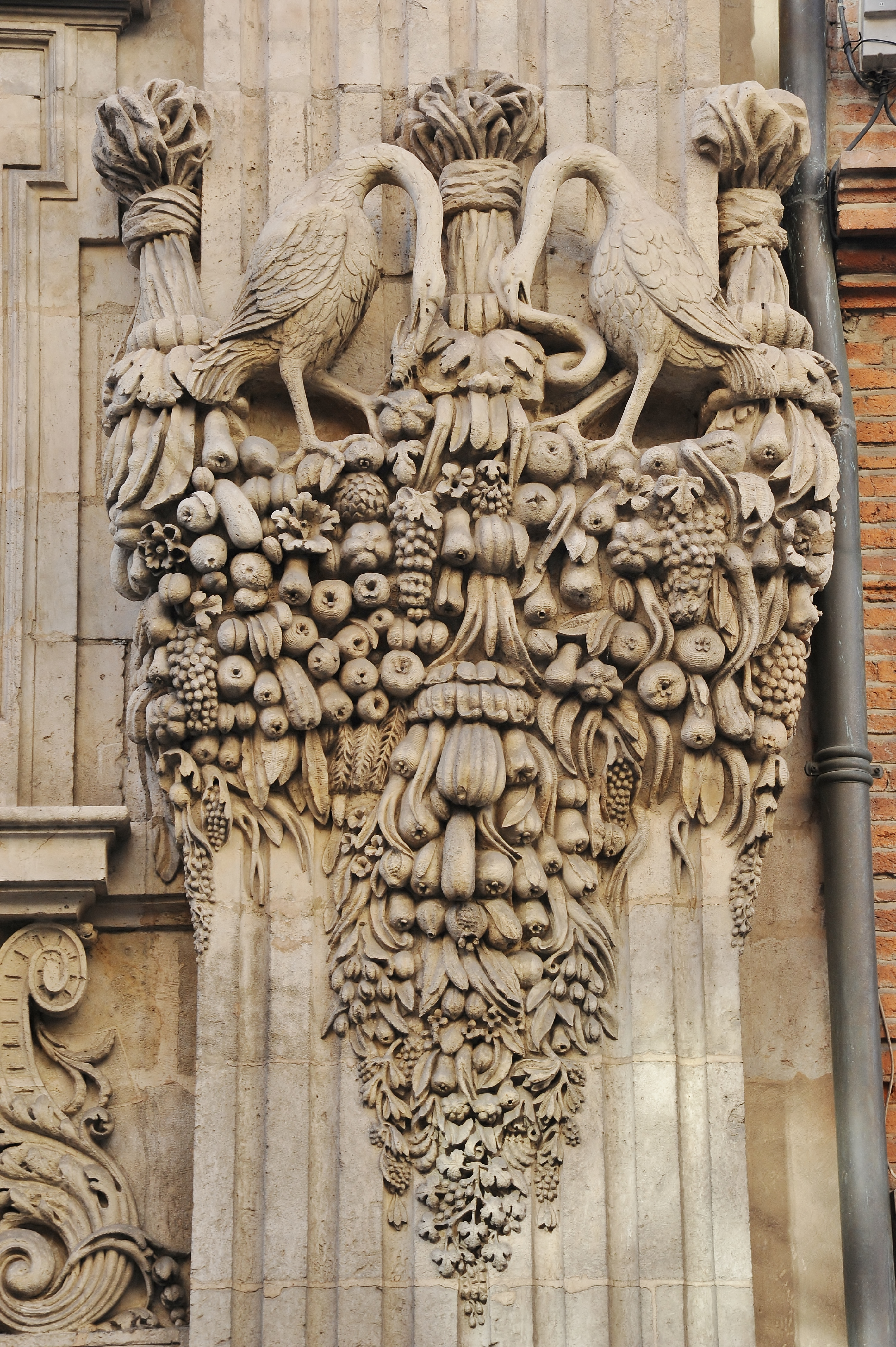
Detalle de fachada.
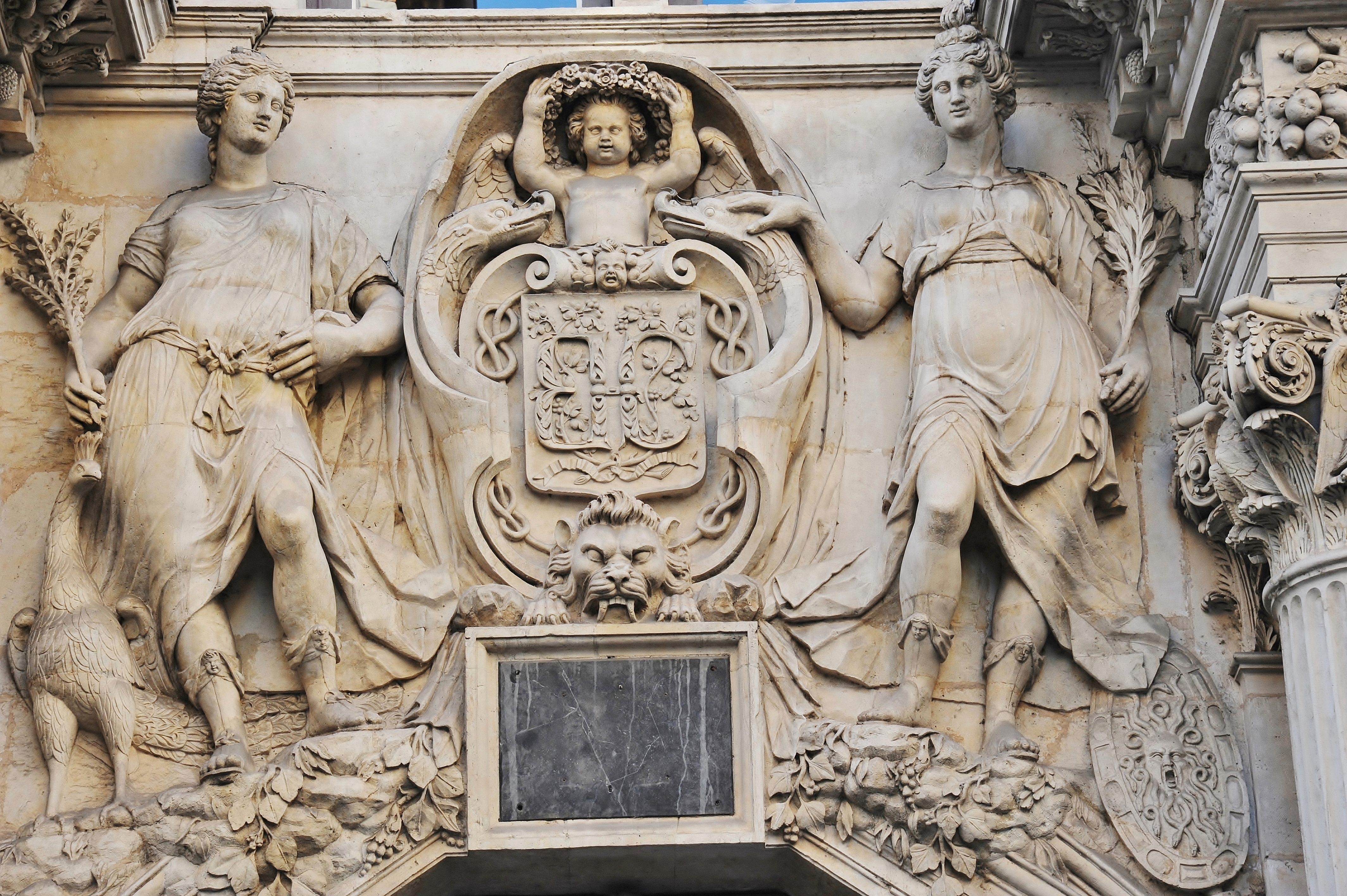
Juno y Minerva.
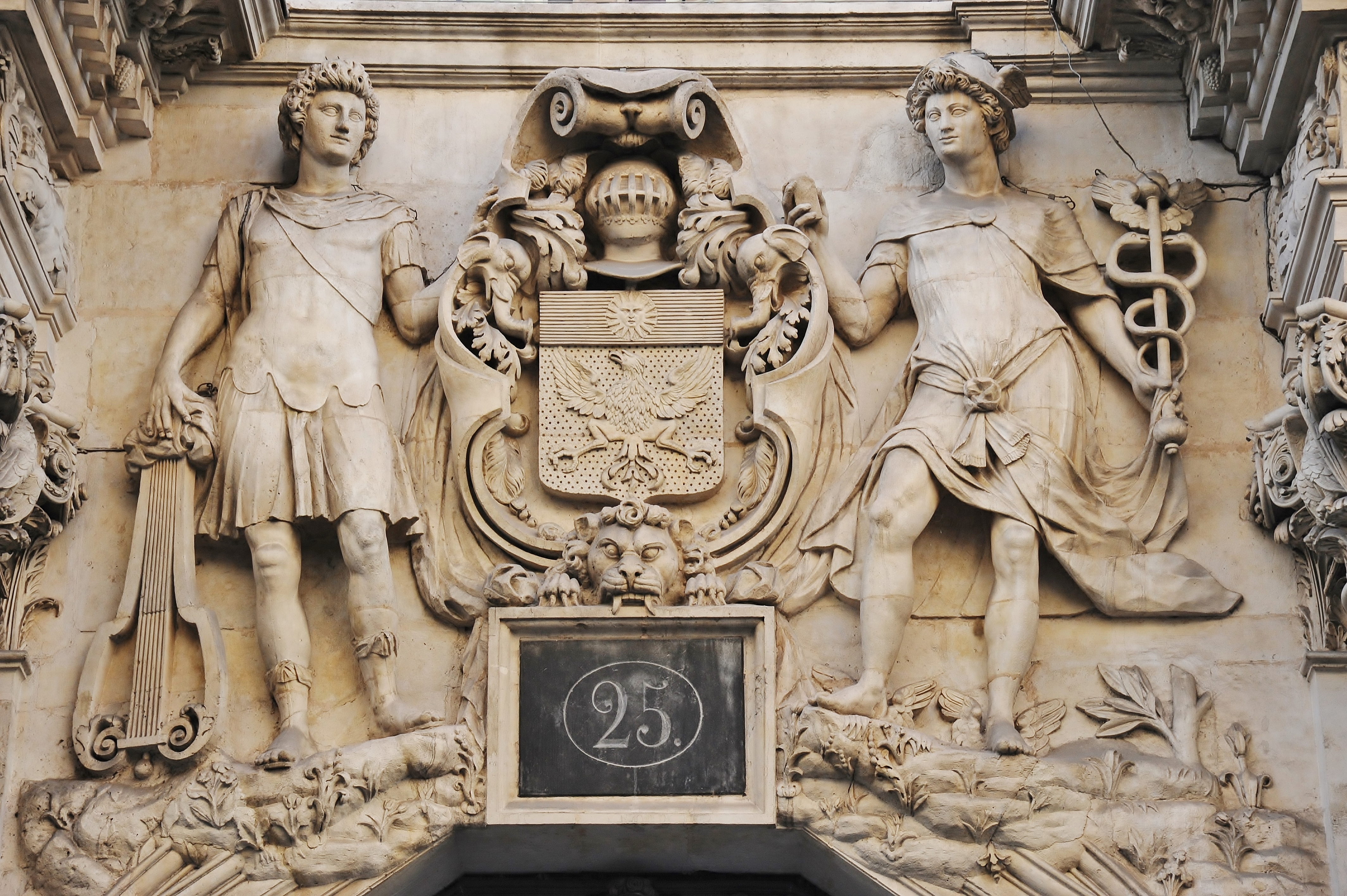
Apolo y Mercurio.

### Patio
Nicolás Bachelier, según el contrato de arrendamiento firmado en 1537, diseñó cuatro edificios principales dispuestos en un cuadrilátero, que se abren a un patio central. Los alzados del patio, donde se mezclan la piedra y el ladrillo, están ricamente decorados. La obra de Bachelier aún es visible en el alzado oeste, que ha sido el menos alterado por las sucesivas campañas de trabajo. No obstante, se encuentran aberturas similares en las fachadas sur y este. Entre 1609 y 1616, François de Clary hizo modificar las fachadas del edificio sur y este del patio haciendo construir pórticos allí. También mandó colocar revestimientos de piedra con pilastras, mascarones y capiteles destinados a sostener estatuas.
En 1538 Nicolas Bachelier realizó una representación progresiva del orden dórico, cada vez más completa sobre los niveles, convirtiendo cada ventana en un templo al estilo antiguo en miniatura. Modernizando la ventana con columnas superpuestas de Italia, tomó la posición de los cuartos de candelabro de las ventanas del Hôtel du Vieux-Raisin insertando un cuarto de columna dórica en el ensanchamiento. En lugar de superponer dos columnillas, Bachelier prefiere utilizar la altura del vano para presentar un orden dórico completo al disponer un triglifo de proporciones alargadas sobre la columnita, confiriendo así al vano, rematado por una imponente cornisa, una mayor monumentalidad.
Jean de Bagis fue una de las figuras más importantes de la ciudad, un gran parlamentario y miembro del Gran Consejo del Rey. Sus gustos fueron examinados e imitados, por lo que estas ventanas innovadoras en Toulouse fueron copiadas o adaptadas en otros hoteles renacentistas de Toulouse, como el Hôtel de Brucelles, el Hôtel Boysson-Cheverry, el Hôtel Guillaume de Bernuy.

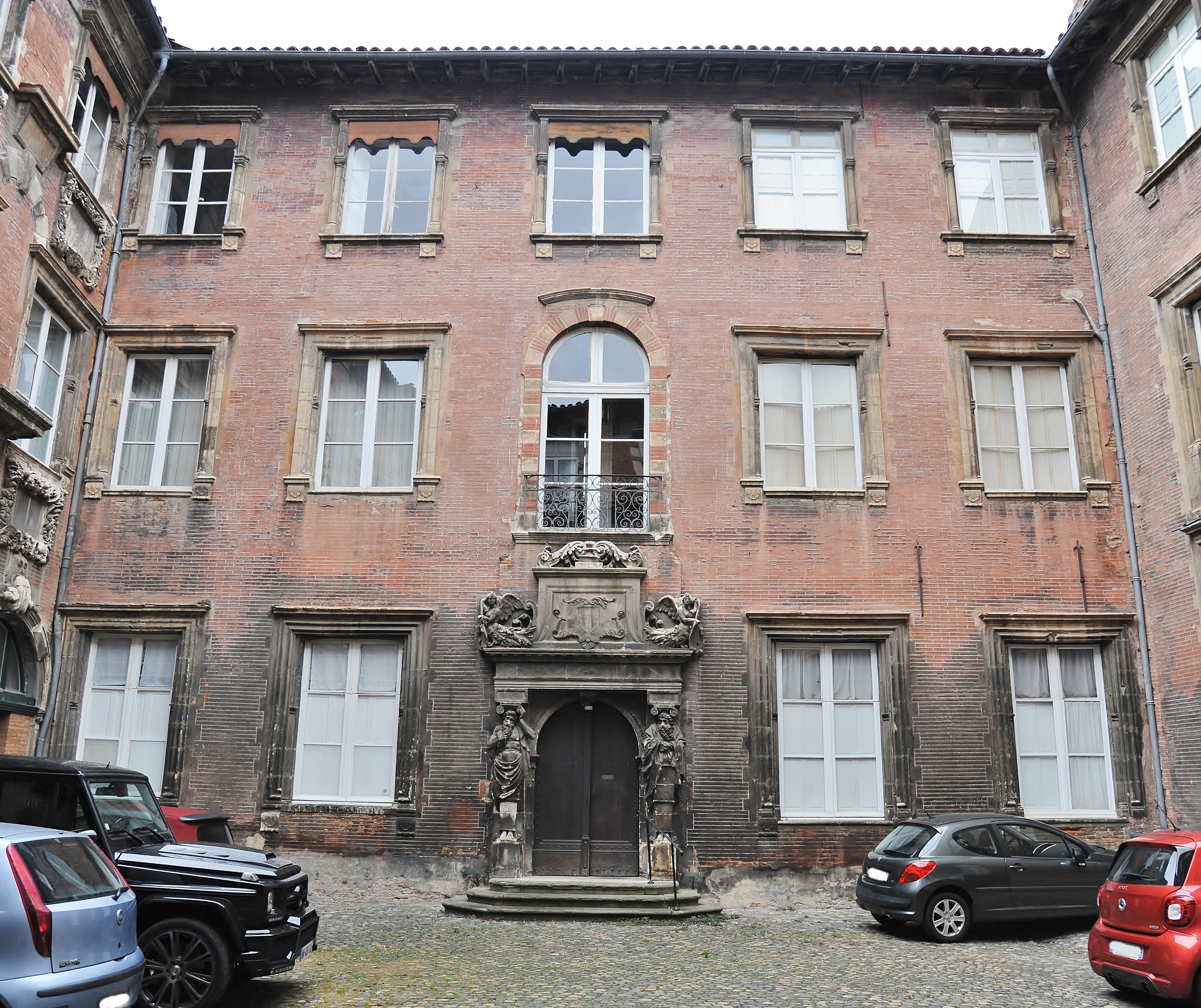
Fachada del patio del Hôtel de Bagis
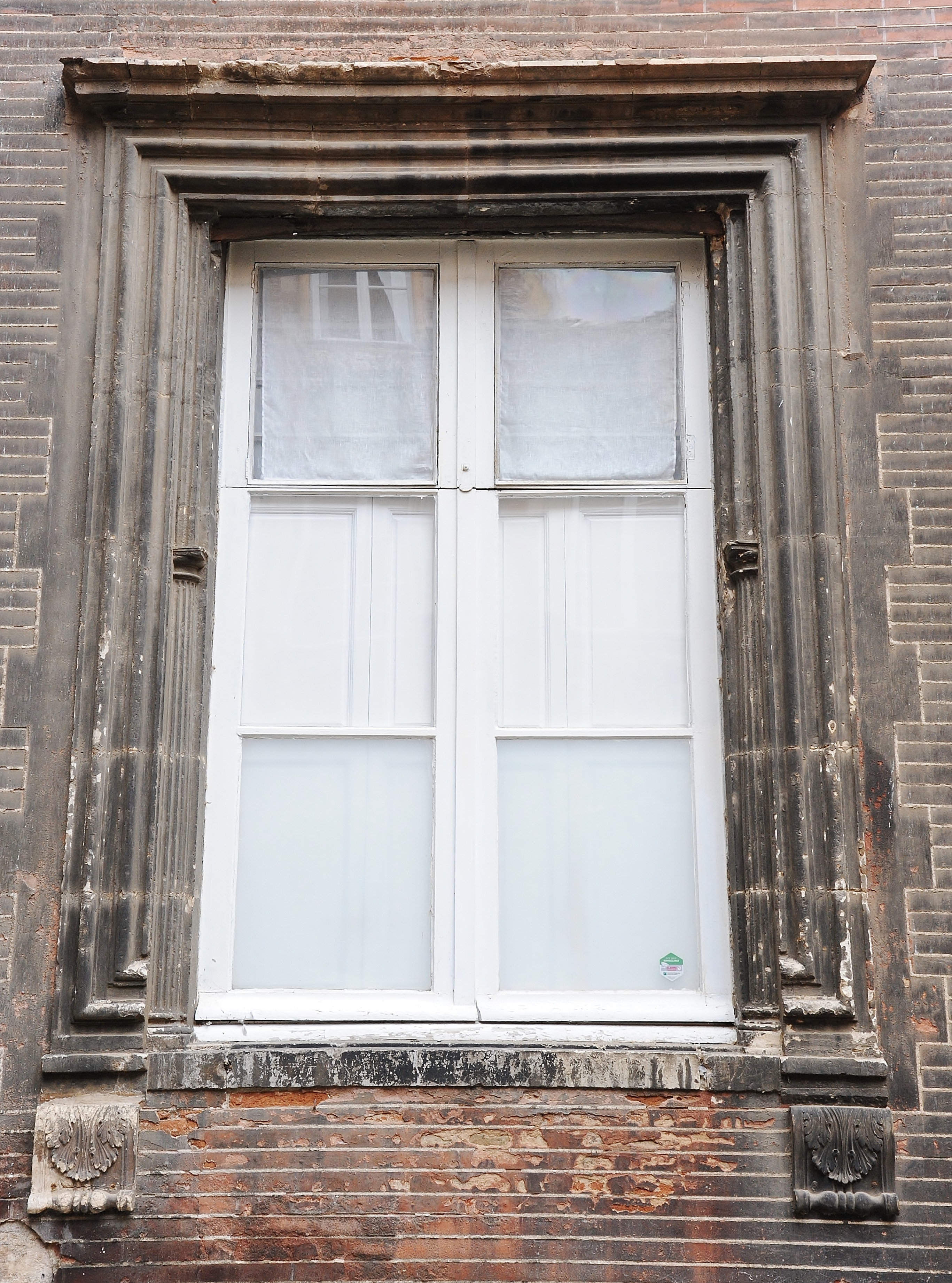
ventana de la planta baja
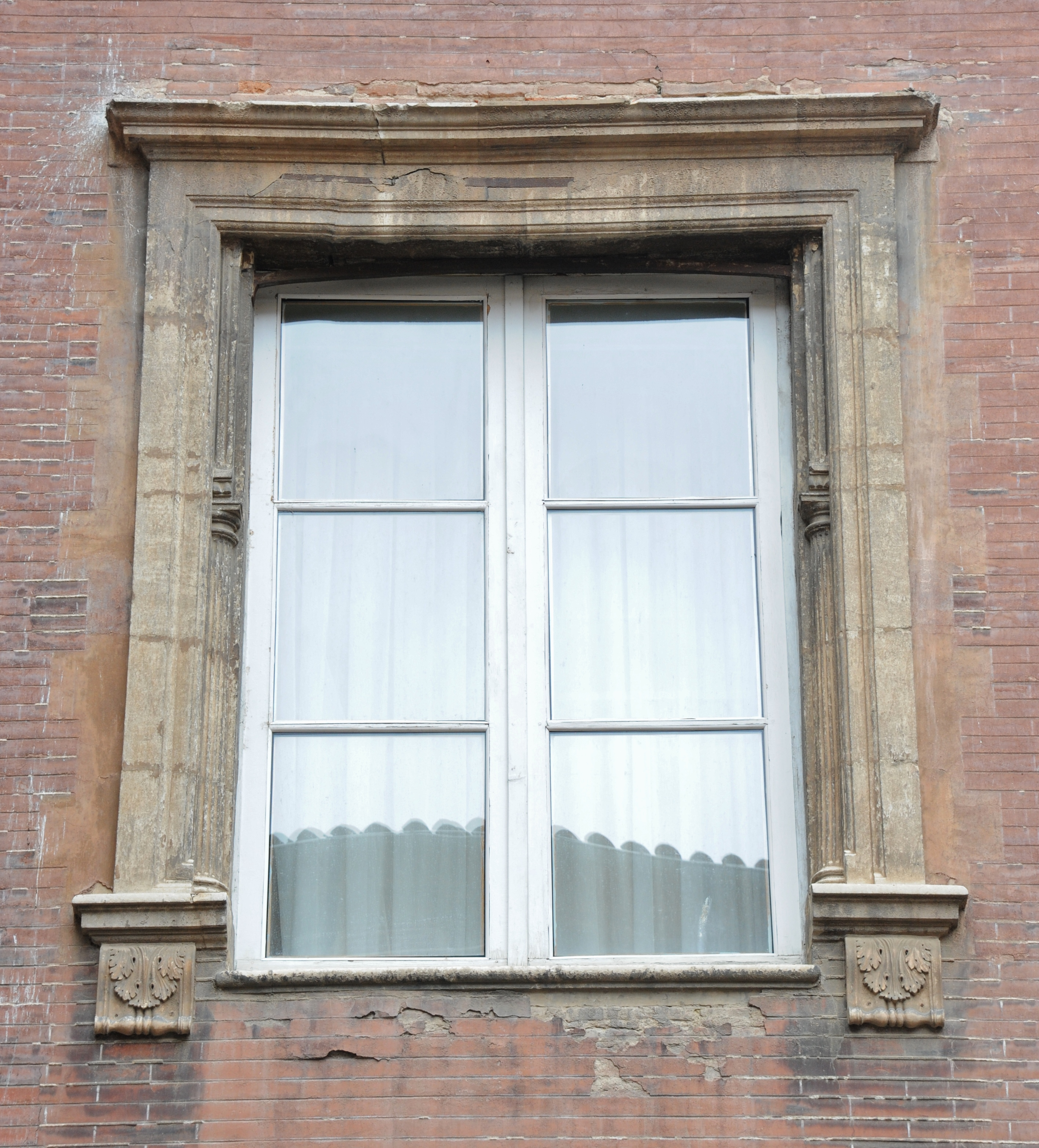
ventana del primer piso
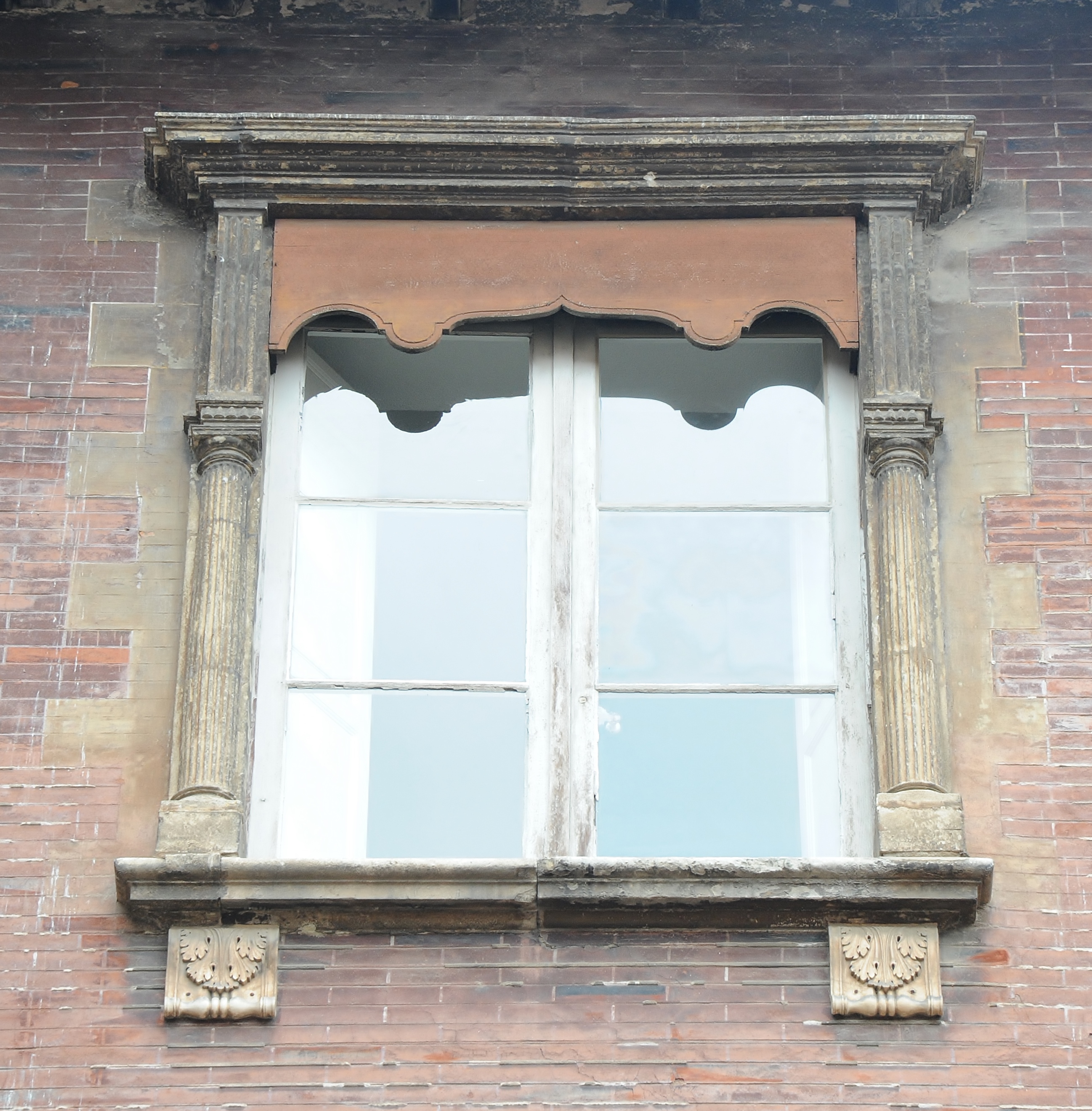
ventana del segundo piso

#### Fachadas del patio del Hôtel de Clary (principios XVIIsigloXVII) )

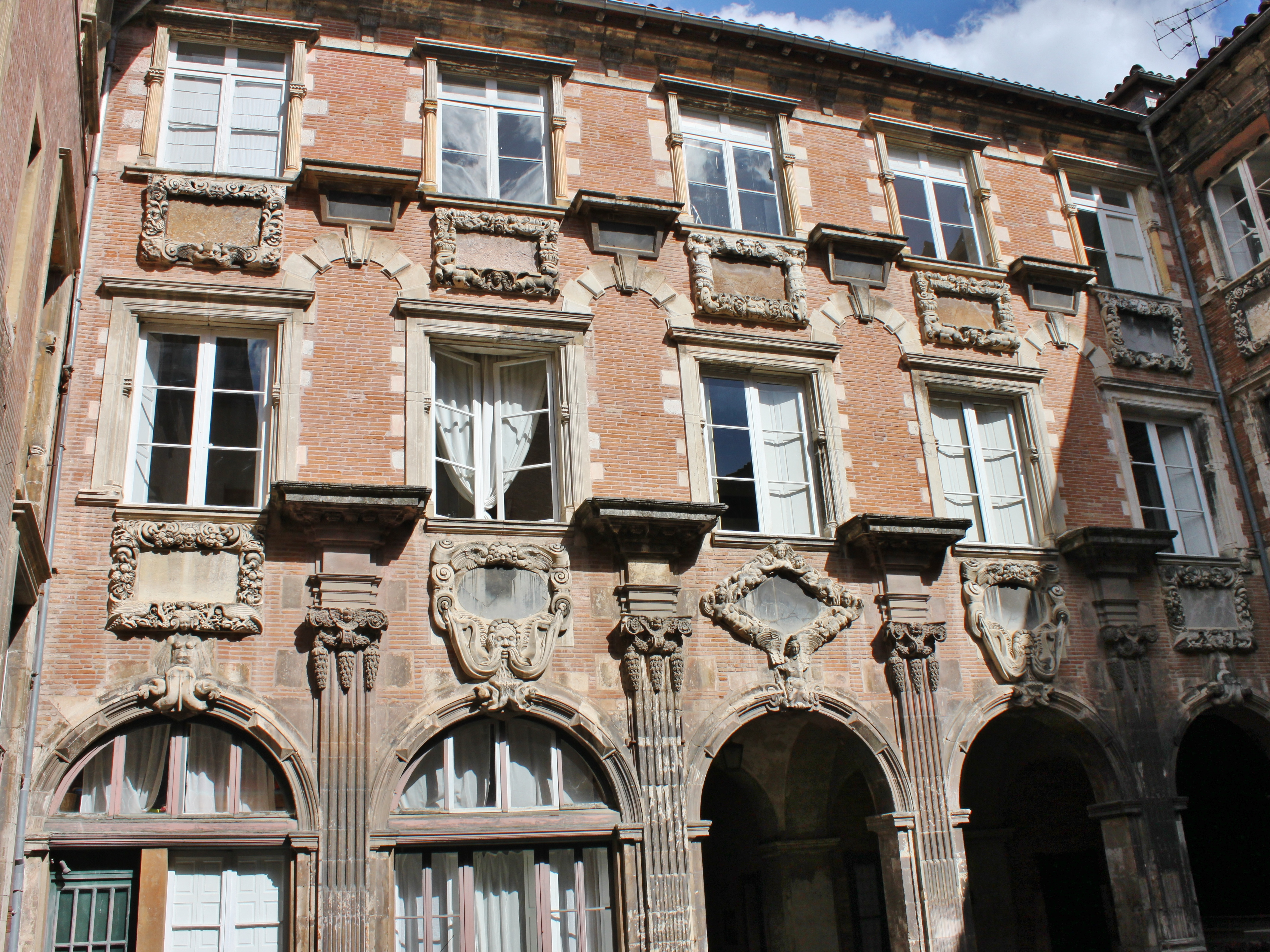
La fachada da al patio interior.
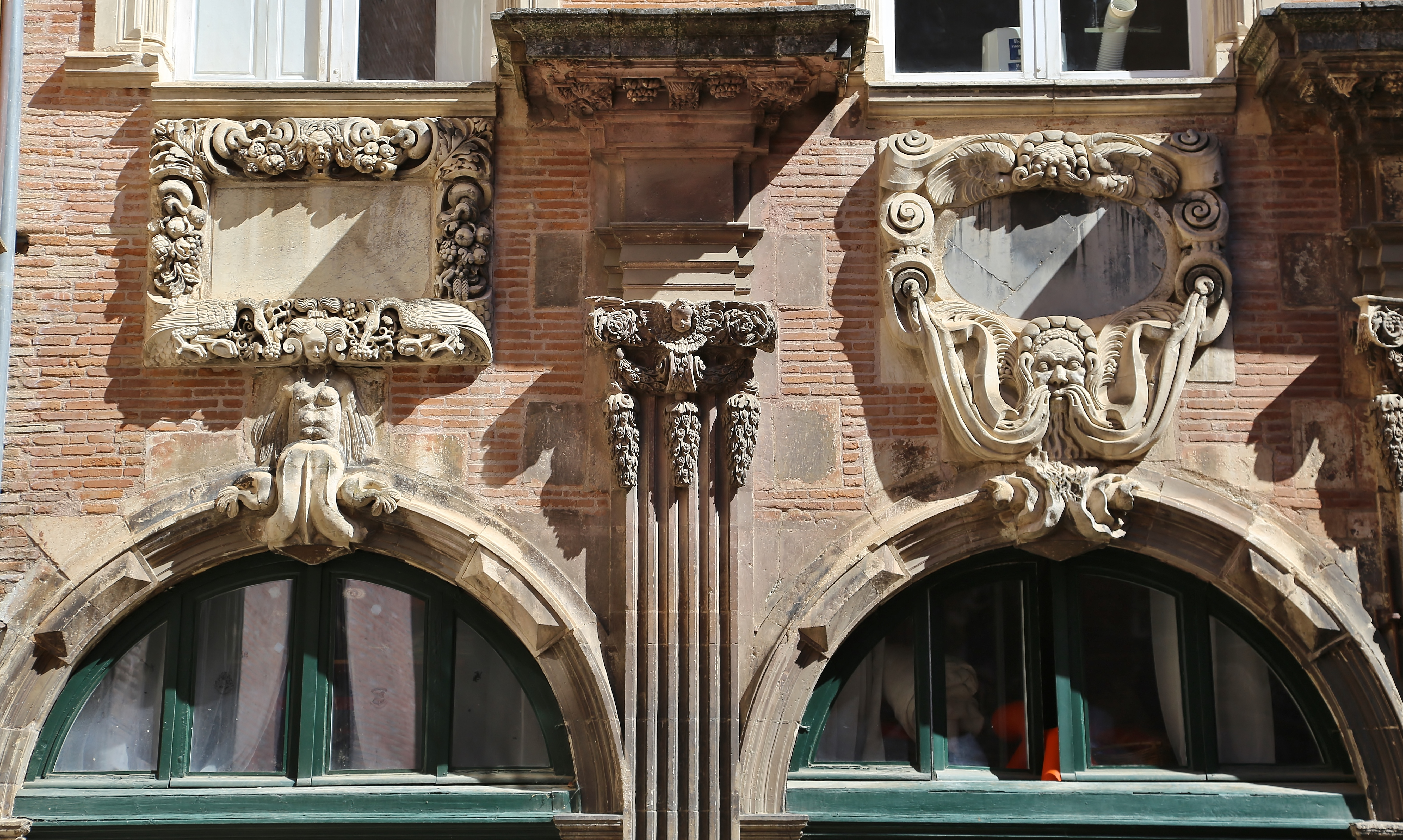
El detalle de la fachada está en el patio interior.
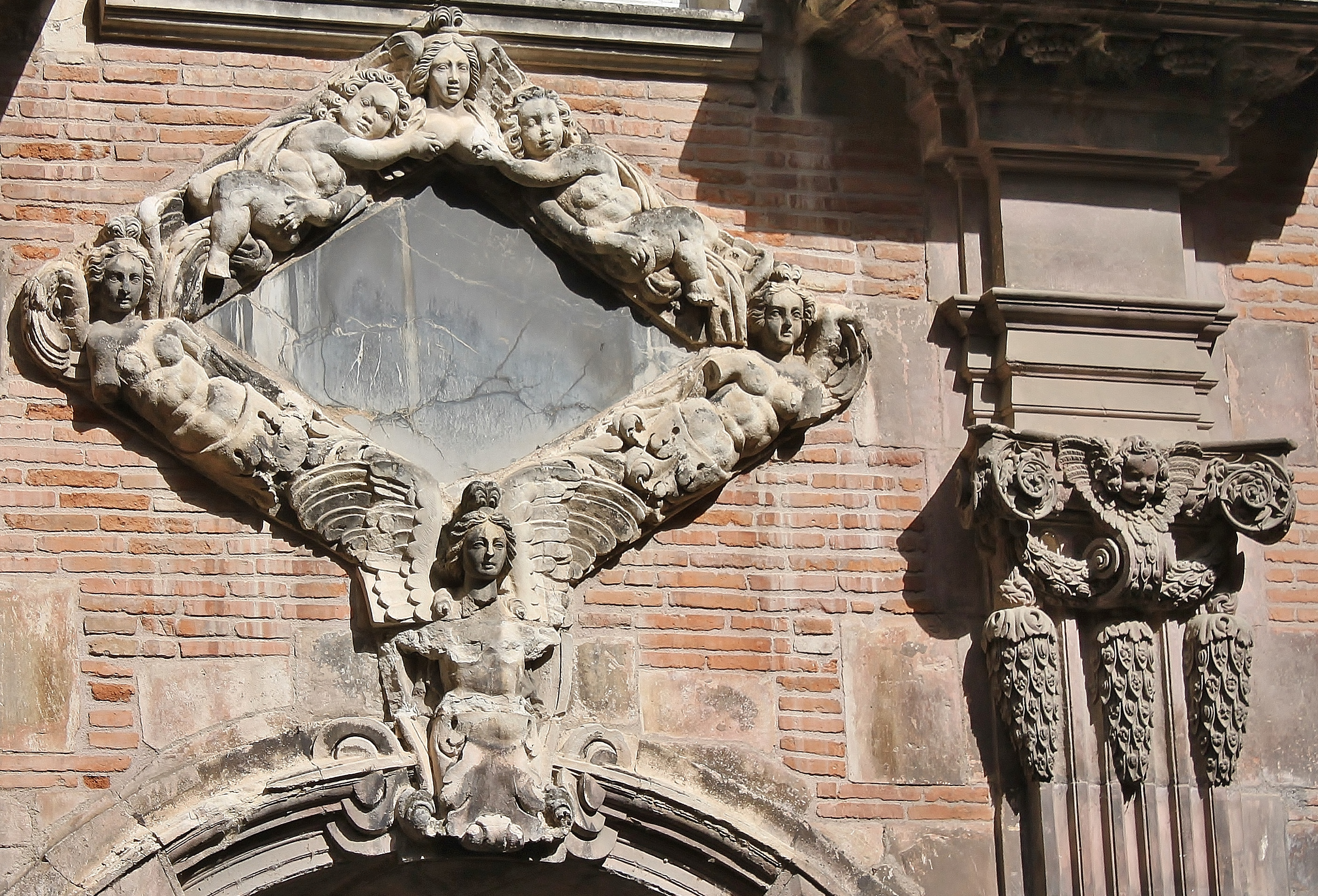
El detalle de la fachada está en el patio interior.
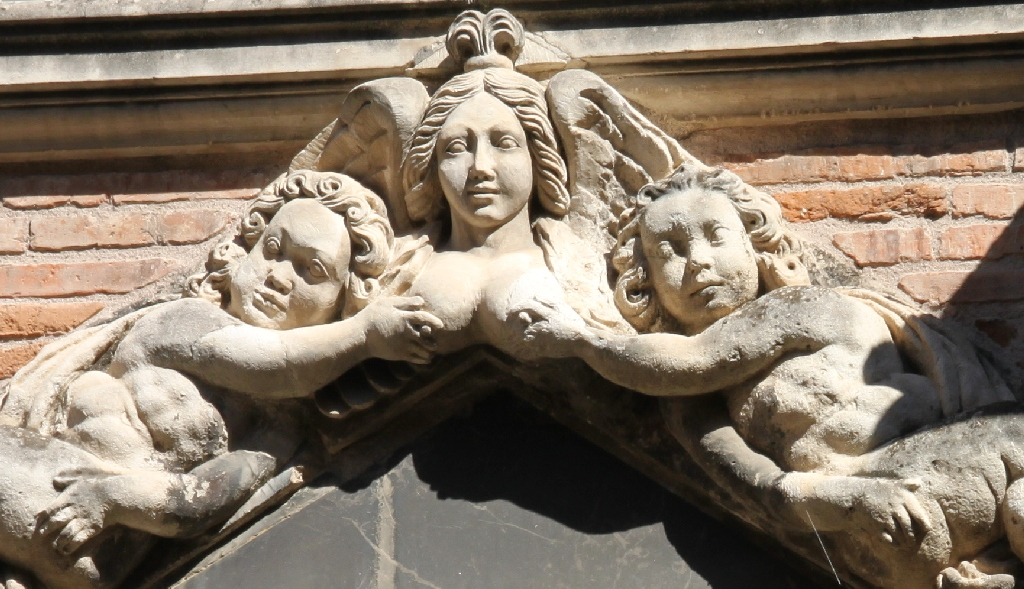
El detalle de la fachada está en el patio interior.
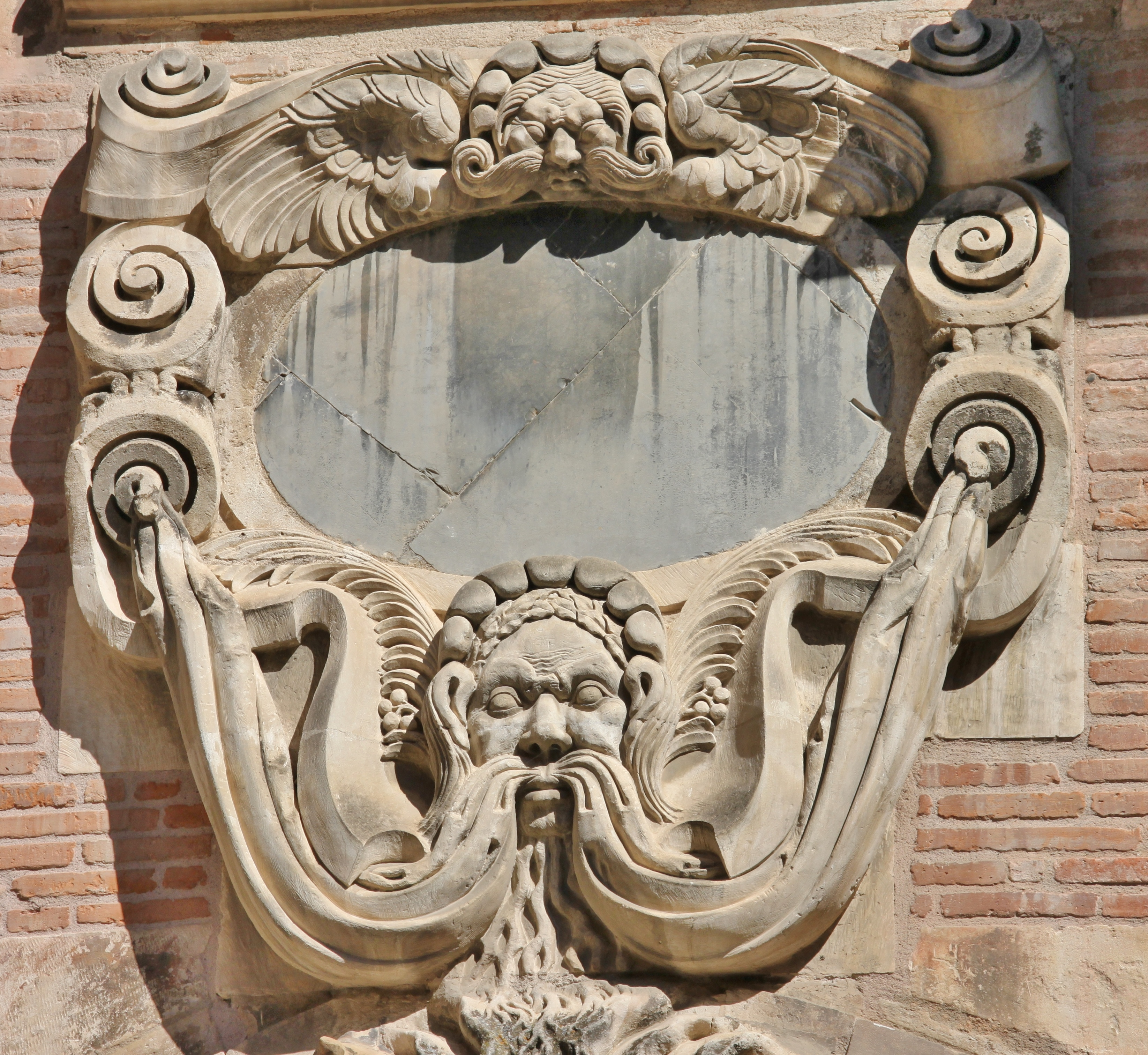
El detalle de la fachada está en el patio interior.

### Puerta a los Atlantes
La datación de esta puerta emblemática del Renacimiento de Toulouse sigue siendo objeto de investigación por parte de los historiadores. Primero asociado con la campaña de Nicolas Bachelier (1538) luego con los años 1545 por su parecido con un grabado de 1539 de Regole generali de Serlio, también fue atribuido al taller de Pierre Souffron (circa 1606) en debido a la renovación de la escalinata y el levantamiento del patio principal en ese momento. Más recientemente, se ha propuesto la década de 1550 porque los elementos (base y vaina de los atlantes, tratamiento anatómico, etc.) son similares a las chimeneas del castillo de Madrid esculpidas después de 1540, cuyos grabados fueron distribuidos por Androuet du Cerceau en la década de 1550. La puerta se abre a una escalera con pasamanos recto, uno de los primeros ejemplos de este tipo de escalera en Toulouse : las escaleras de caracol están desapareciendo gradualmente de los hoteles de Toulouse, bajo la influencia de la arquitectura renacentista.

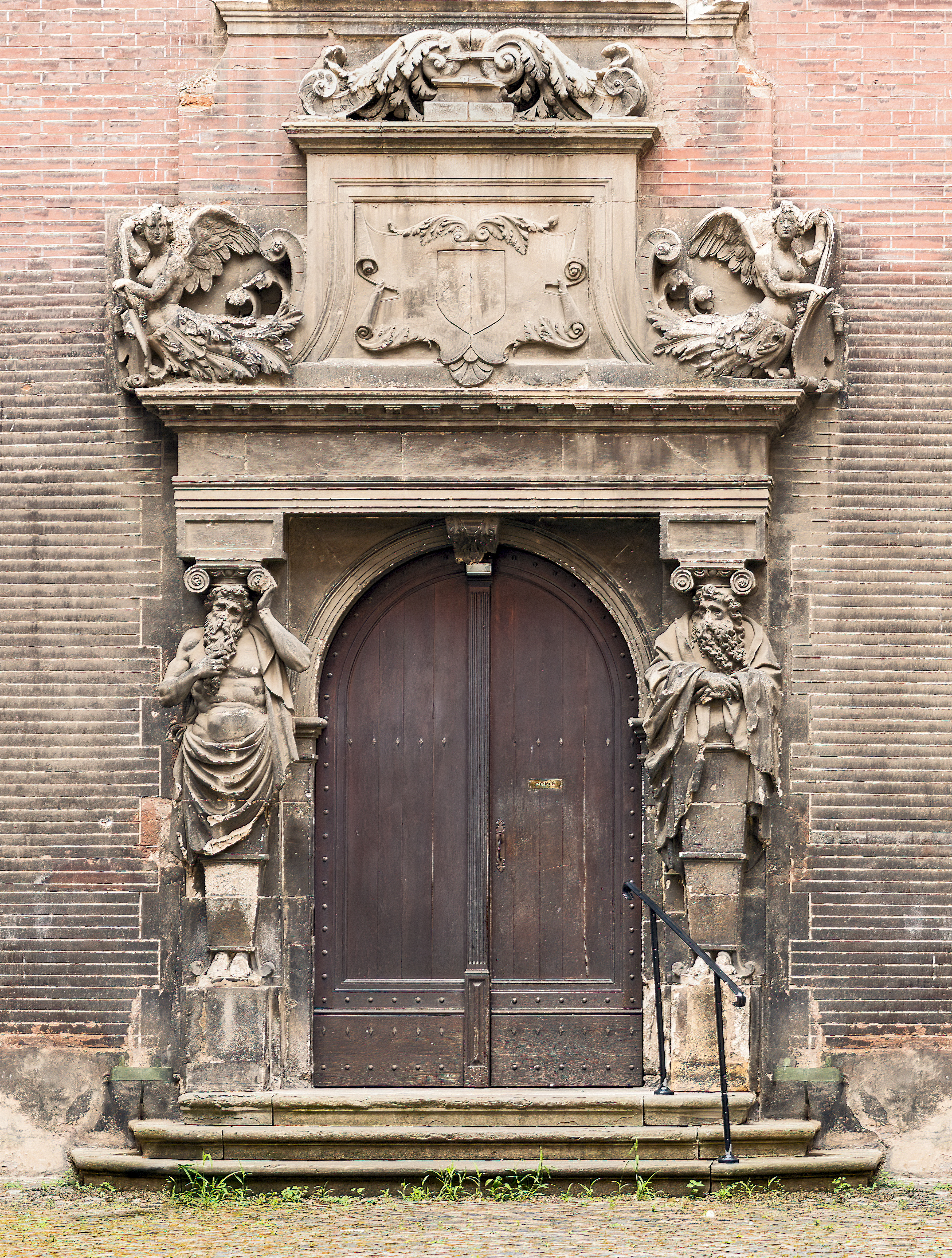
Puerta de los Atlantes de Nicolas Bachelier .
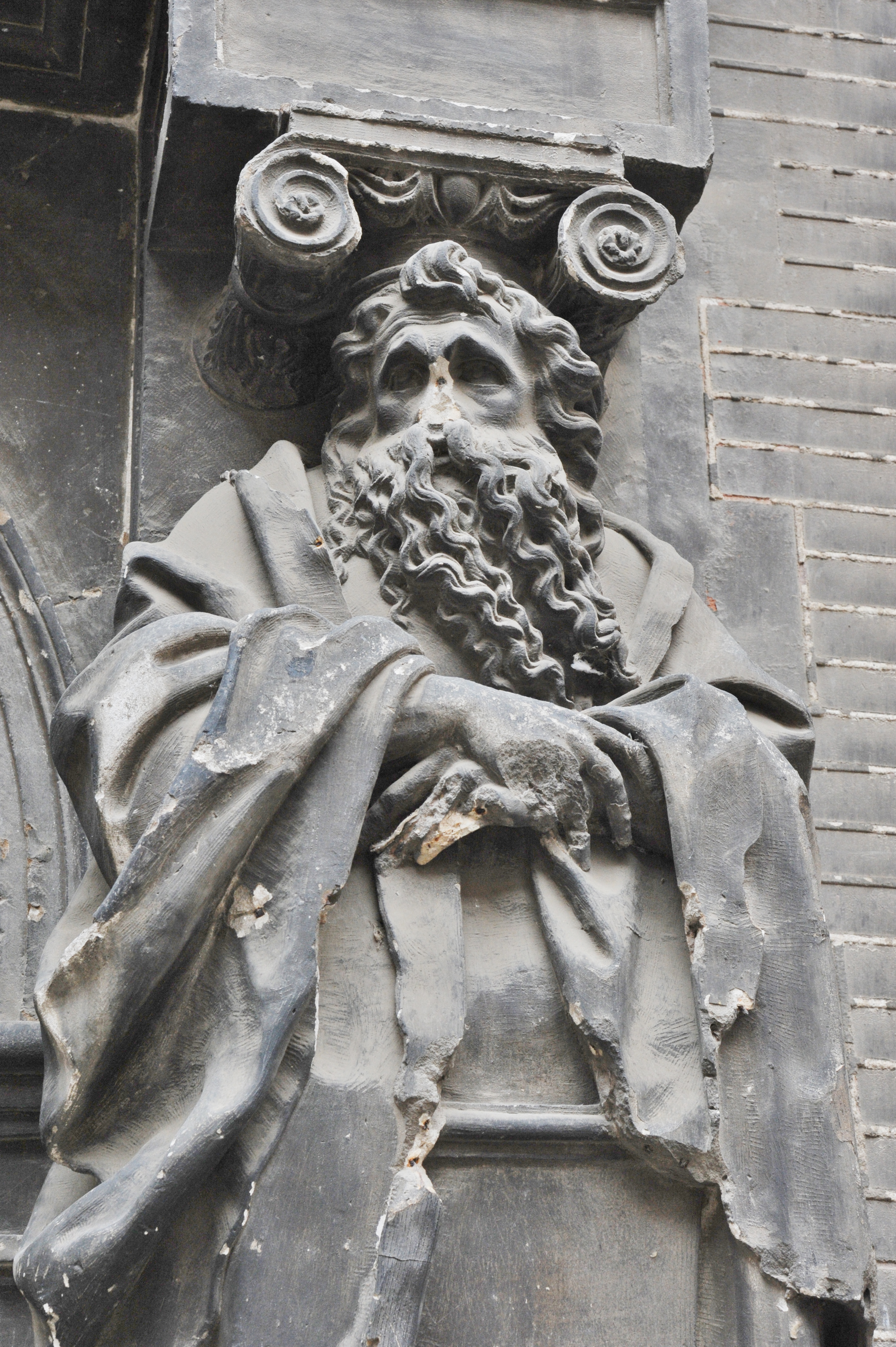
Detalle de la Puerta Atlante : el atlante derecho.
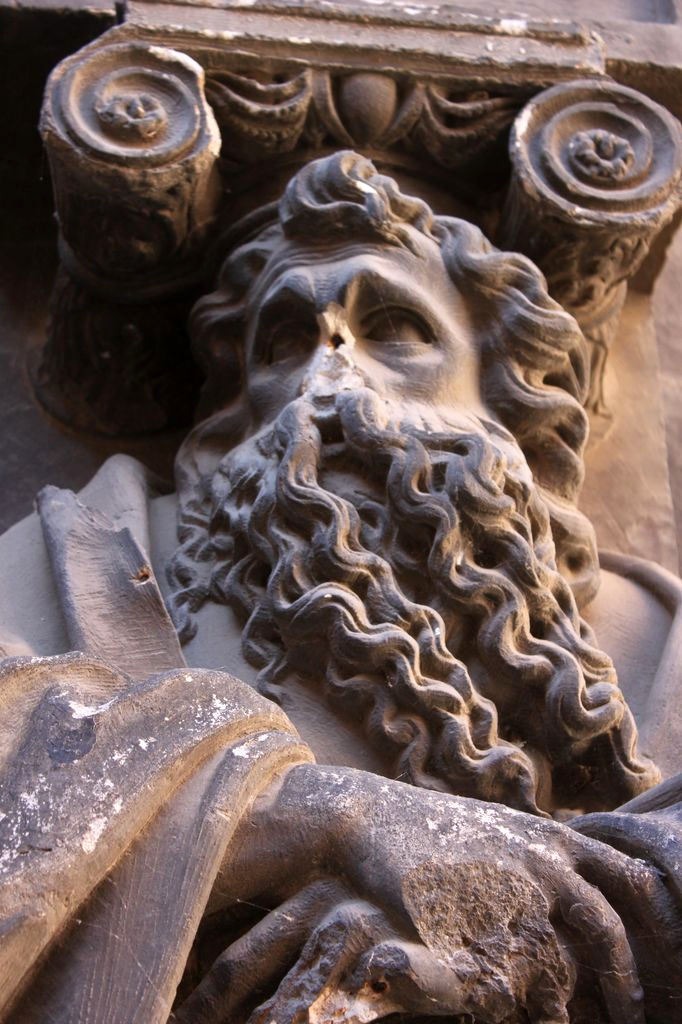
Detalle de la Puerta Atlante : el atlante derecho.
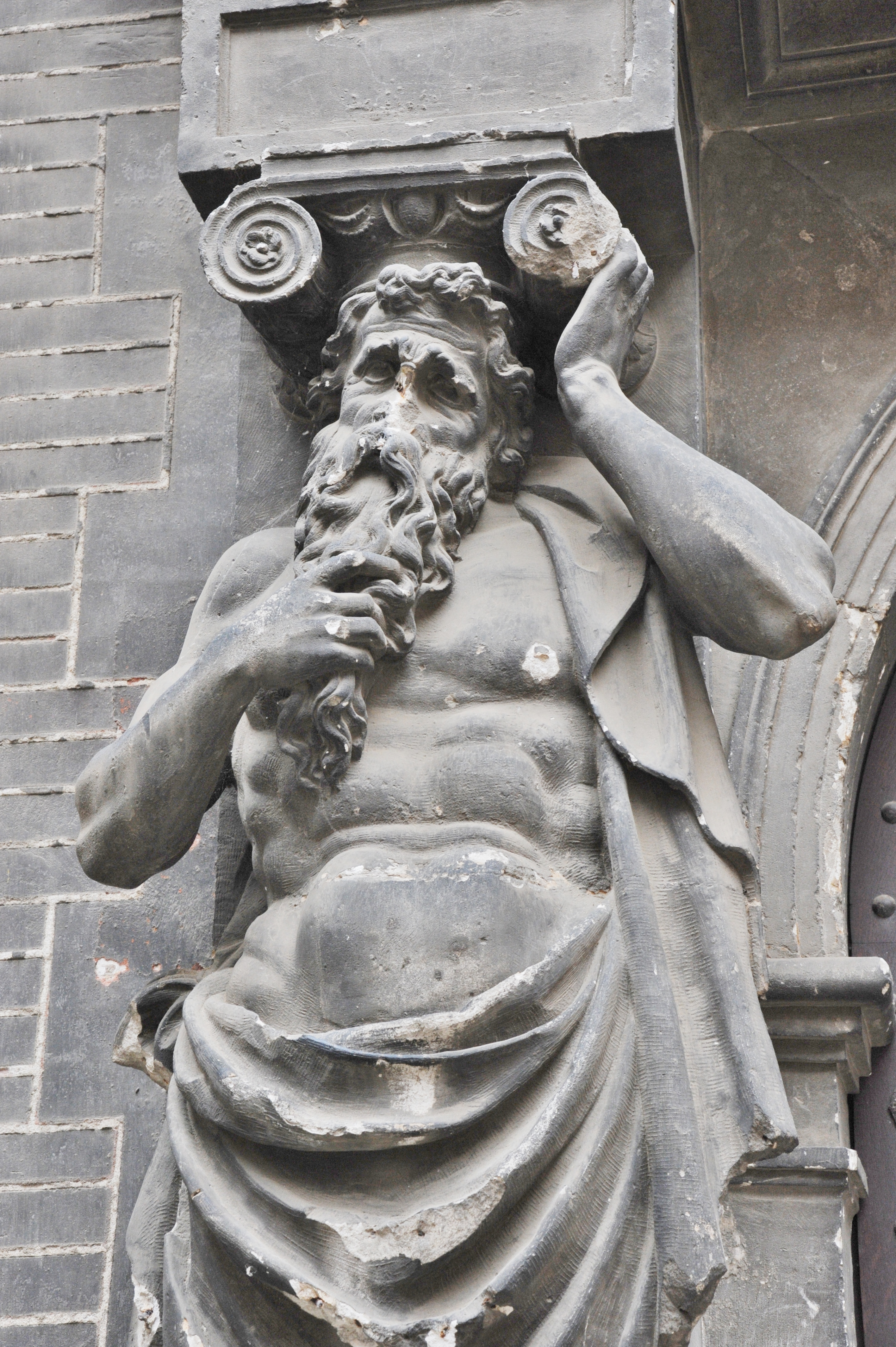
Detalle de la Puerta Atlante : el atlante izquierdo.
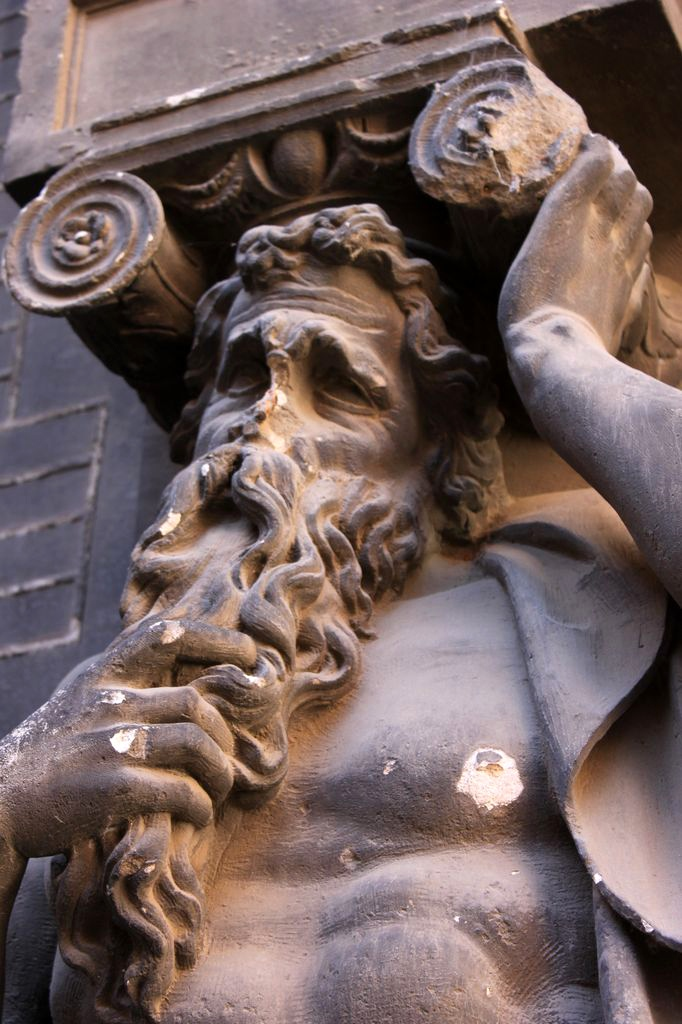
Detalle de la Puerta Atlante : el atlante izquierdo.

### Interior
Su interior conserva techos pintados y una monumental chimenea, obra de Nicolás Bachelier. La decoración de las esculturas de terracota procede de la fábrica Gaston Virebent .

Su gran escalera es una de las primeras escaleras rectas del Renacimiento de Toulouse junto con la del Hôtel d'Ulmo .

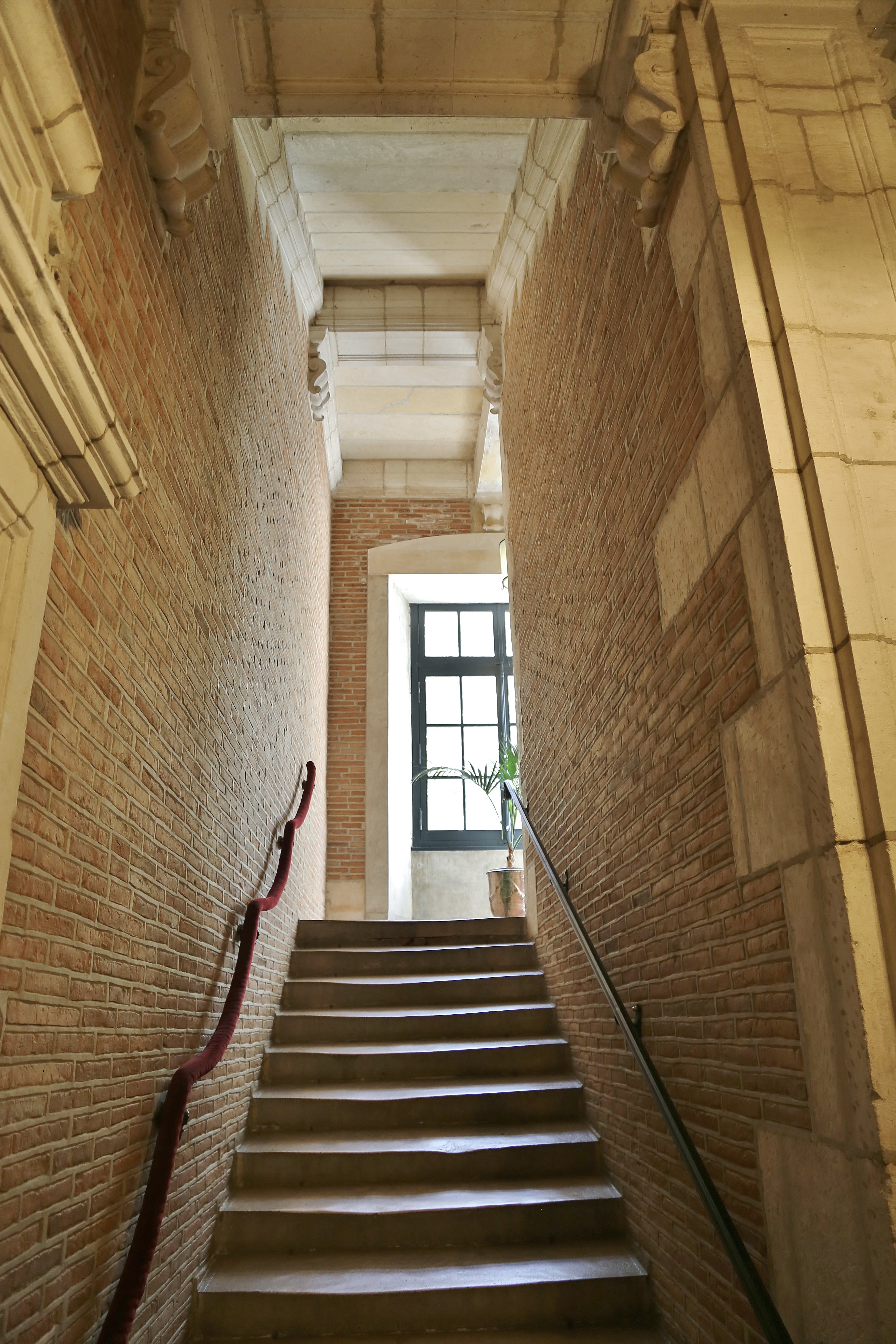
Escalera recta.
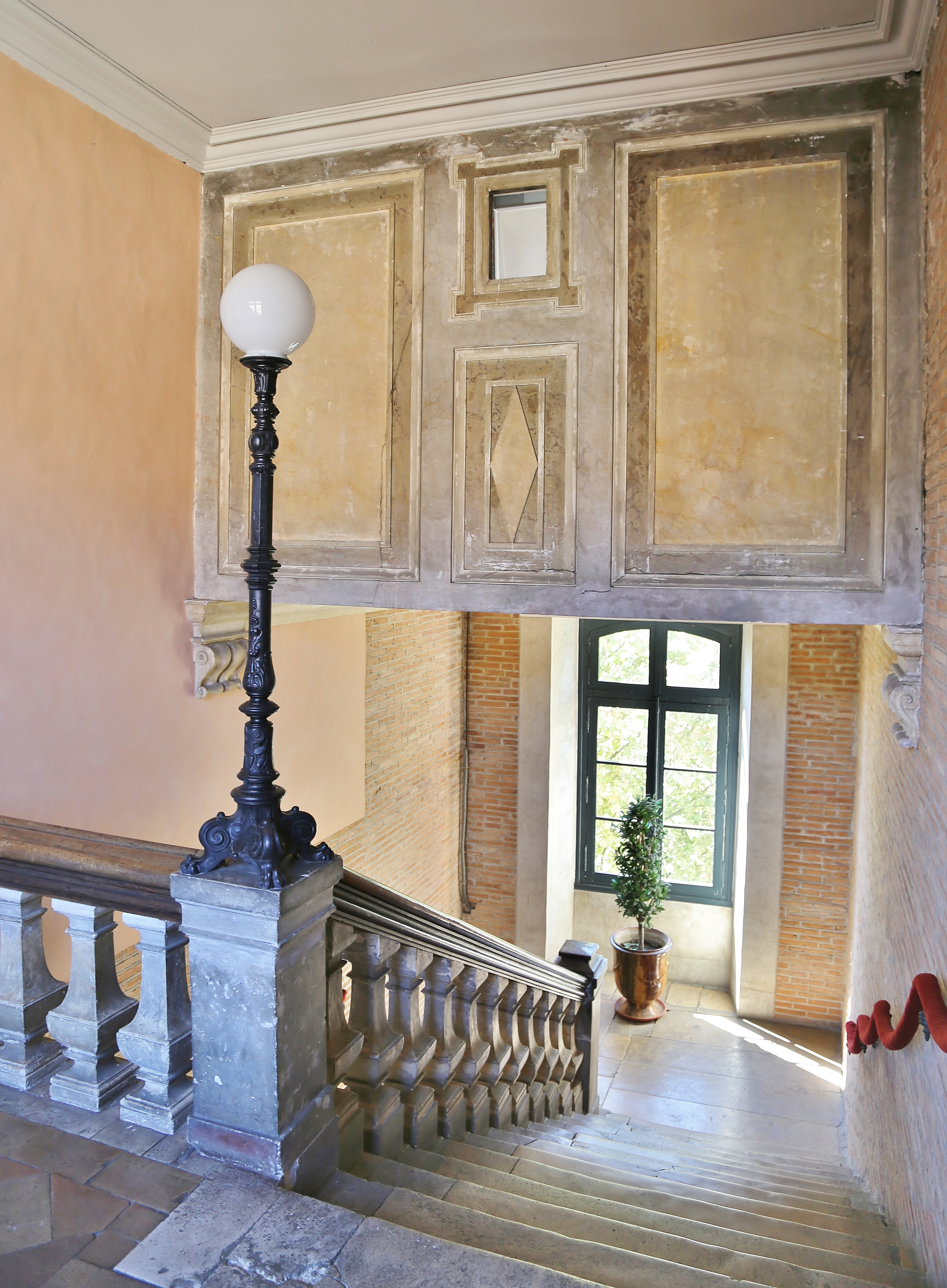
Parte superior de la gran escalera.
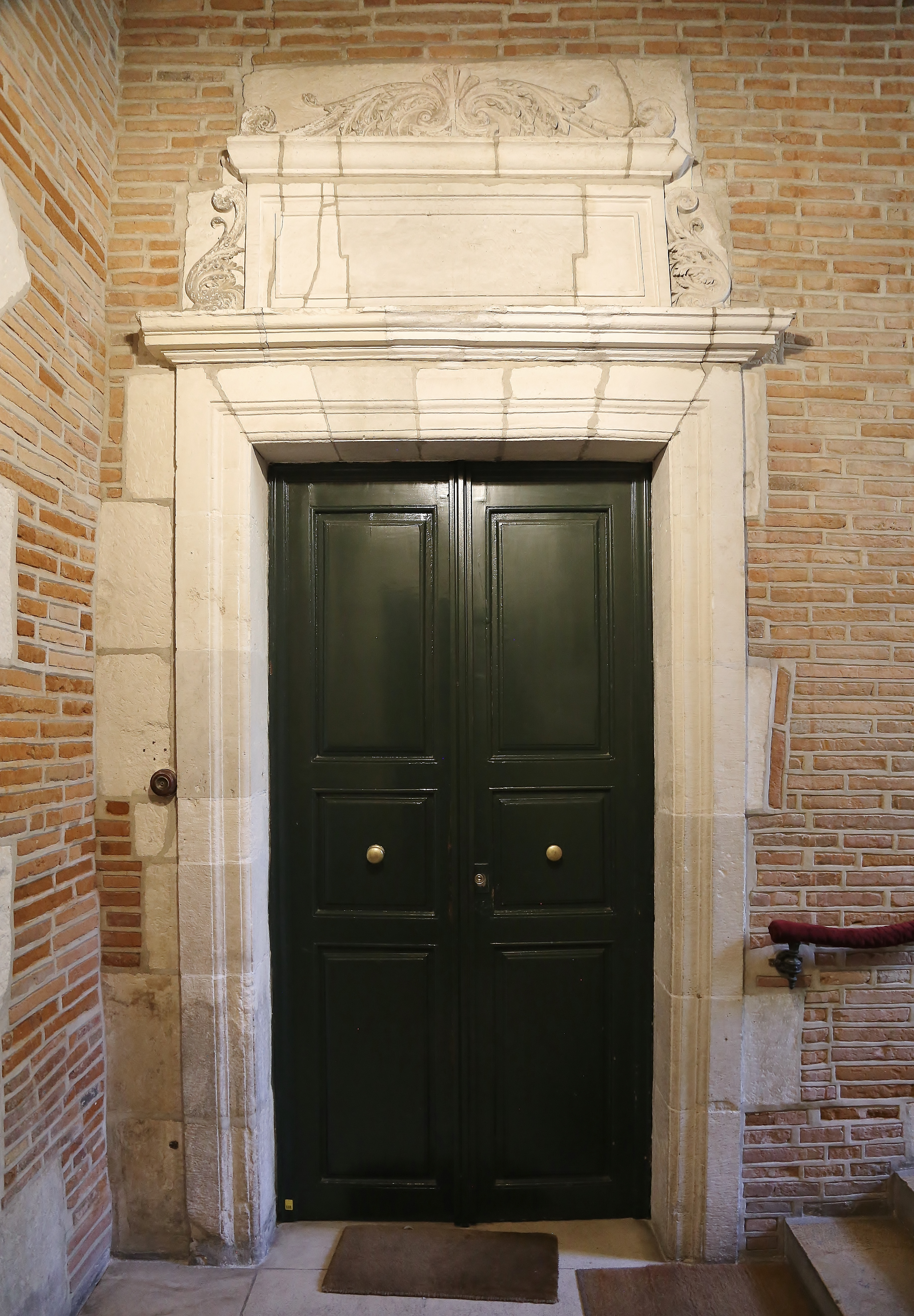
Puerta interior renacentista.
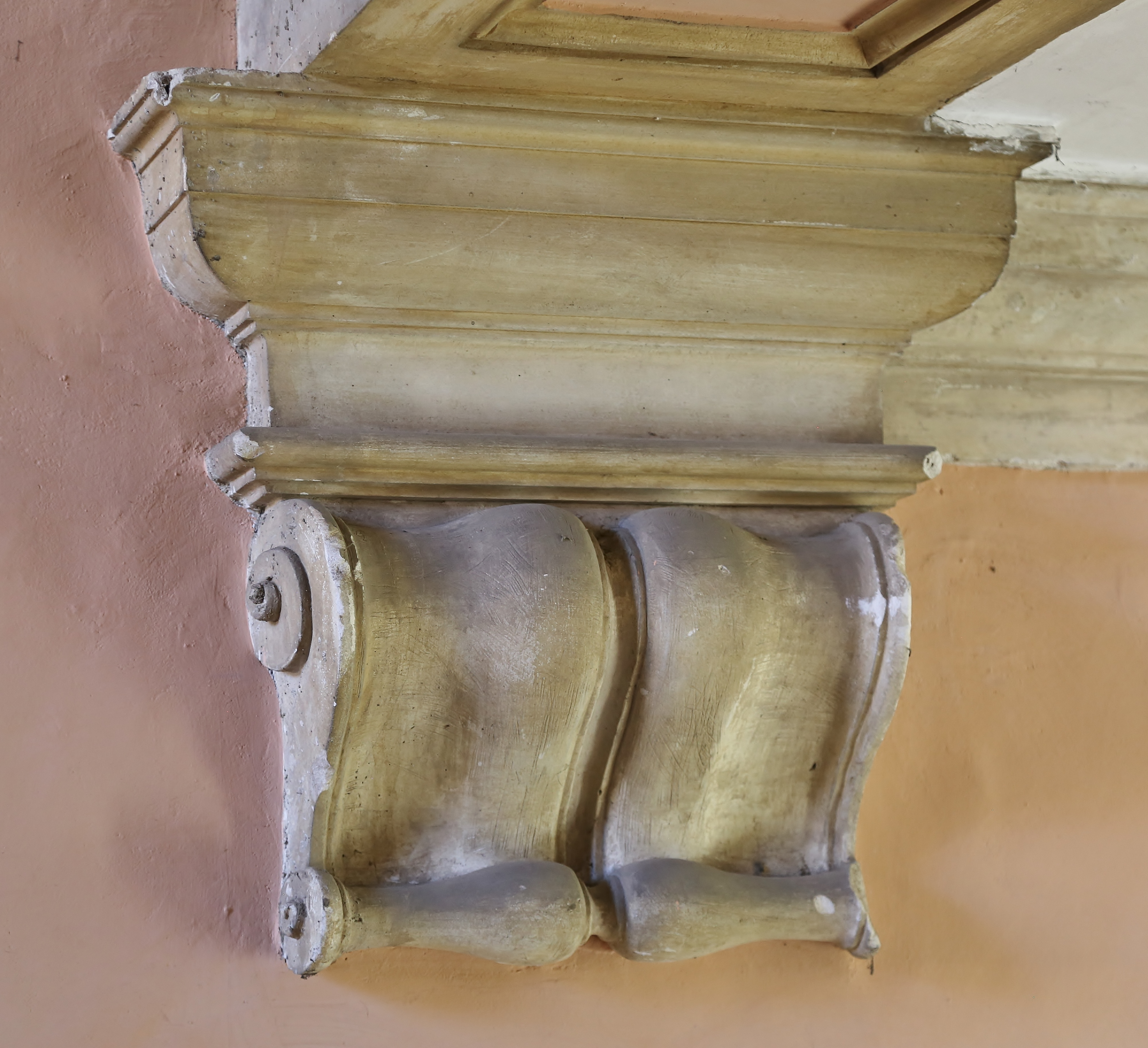
[fr→es]Chapiteau dorique dans l'escalier.
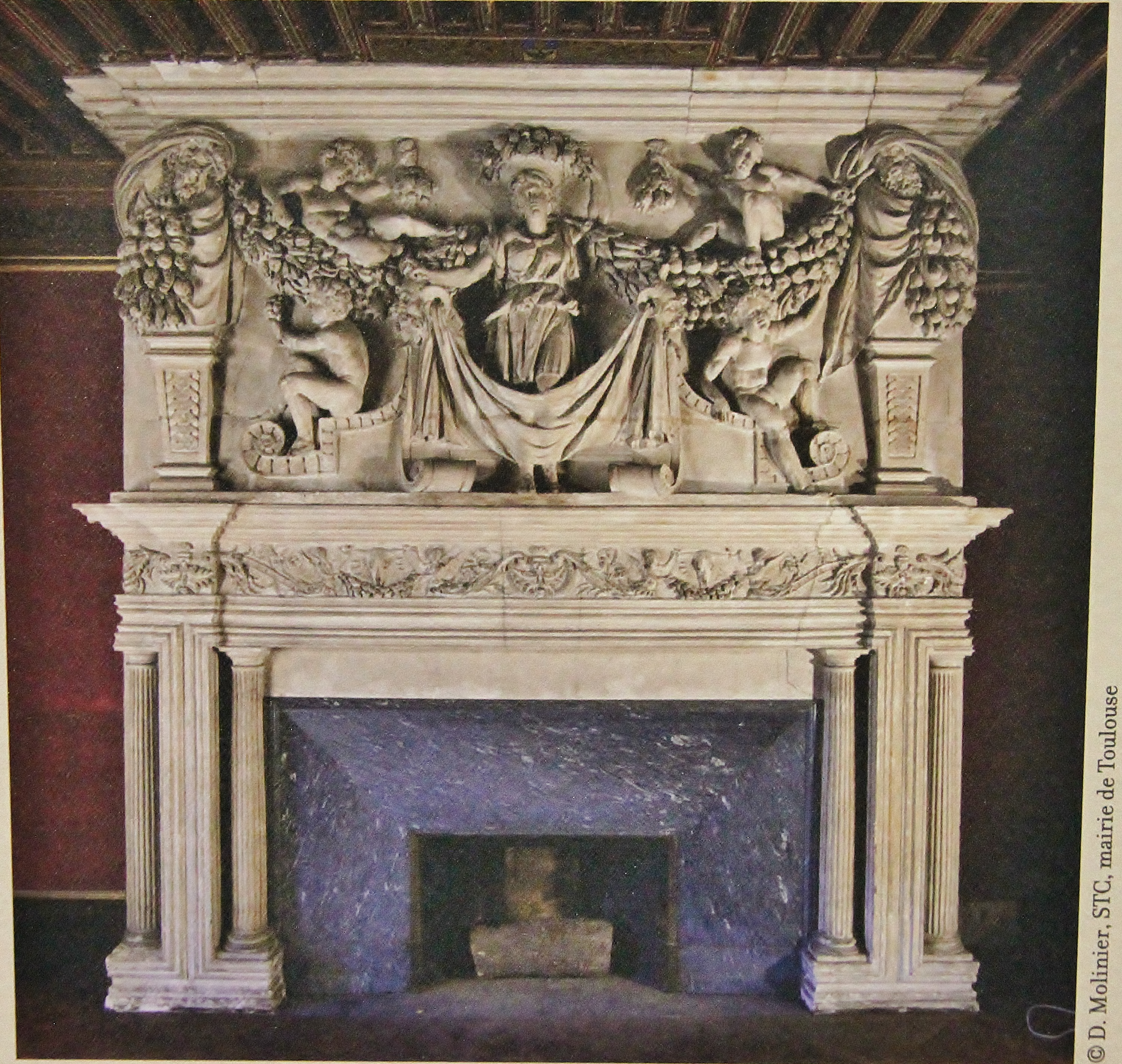
[fr→es]Cheminée monumentale.